# Episodi di Trial & Error (seconda stagione)
La seconda ed ultima stagione della serie televisiva Trial & Error, composta da 10 episodi, è stata trasmessa sul canale statunitense NBC dal 19 luglio al 23 agosto 2018. Il sottotitolo di questa stagione è Lady, Killer.
In Italia, la stagione va in onda dal 16 ottobre al 13 novembre 2018 su Joi, canale a pagamento della piattaforma Mediaset Premium.
| n° | Titolo originale                | Titolo italiano              | Prima TV USA   | Prima TV Italia  |
| -- | ------------------------------- | ---------------------------- | -------------- | ---------------- |
| 1  | Chapter 1: The Suitcase         | La valigia                   | 19 luglio 2018 | 16 ottobre 2018  |
| 2  | Chapter 2: The Timeline         | La timeline                  | 19 luglio 2018 | 16 ottobre 2018  |
| 3  | Chapter 3: The Murder Clock     | L'orologio del delitto       | 26 luglio 2018 | 23 ottobre 2018  |
| 4  | Chapter 4: A Hole in the Case   | Una falla nel caso           | 26 luglio 2018 | 23 ottobre 2018  |
| 5  | Chapter 5: A Change in the Team | Un cambio nel team           | 9 agosto 2018  | 30 ottobre 2018  |
| 6  | Chapter 6: New Case, Old Murder | Nuovo caso, vecchio omicidio | 9 agosto 2018  | 30 ottobre 2018  |
| 7  | Chapter 7: A Family Affair      | Una faccenda di famiglia     | 16 agosto 2018 | 6 novembre 2018  |
| 8  | Chapter 8: Bad Instincts        | Pessimo istinto              | 16 agosto 2018 | 6 novembre 2018  |
| 9  | Chapter 9: A Big Break          | Una grande occasione         | 23 agosto 2018 | 13 novembre 2018 |
| 10 | Chapter 10: Barcelona           | Barcellona                   | 23 agosto 2018 | 13 novembre 2018 |